# كارل روجرز
كارل روجرز (بالإنجليزية: Carl Ransom Rogers)‏ (8 يناير 1902 - 4 فبراير 1987) عالم نفس أمريكي هام، قام (مع أبراهام ماسلو) بتأسيس التوجه الإنساني في علم النفس السريري. ساهم أيضا بتأسيس العلاج النفسي غير الموجّه الذي سماها العلاج المتمركز حول العميل ليؤكد أن نظريته يمكن تطبيقها في كل التفاعلات بين الأشخاص وليس على التفاعل بين المعالِج والزبون.
اعتقد روجرز أن الدافع الأساسي لأفعال البشر هو الرغبة في التحقيق الذاتي وأن المشاكل النفسية تأتي من عدم التلاؤم بين «الذات» و«الذات المثالية» و«الذات العملية». يمكن تلافي عدم التلاؤم هذا عن طريق تربية تشدد على التقبل غير المشروط، الاستعداد لتقبل شرعية مشاعر الإنسان وأحاسيسه.
بحسب روجرز فإن الفجوة بين المسموح به وبين الإحساس الذاتي قد يؤدي إلى الكبت. قام روجرز بالتشديد على مساوئ الكبت مثله مثل سيجموند فرويد ولكنه اختلف عن فرويد بقوله أن الكبت ليس أمراً محتما. ويختلف روجرز عن فرويد أيضا بنظرته المتفائلة للطبيعة الإنسانية.
المعالِج السريري، بحسب روجرز، ليس شخصية ذو سلطة وظيفتها الإشارة بما يجب فعله بل وظيفتها تزويد مساندة، دفء وتعاطف للاتجاهات التي يقرر المعالَج سلكها.

## روابط خارجية
- كارل روجرز على موقع IMDb (الإنجليزية)
- كارل روجرز على موقع الموسوعة البريطانية (الإنجليزية)
- كارل روجرز على موقع الموسوعة البريطانية (الإنجليزية)
- كارل روجرز على موقع إن إن دي بي (الإنجليزية)